# Willy Naessens (1939-2025)
Willy Naessens (Oudenaarde, 14 februari 1939 – Gent, 31 maart 2025) was een Belgisch ondernemer en eigenaar van een bedrijfsgroep in voeding en industrie- en zwembadenbouw uit Wortegem-Petegem die zijn naam draagt. 
Naessens was ook bekend als paarden- en koetsliefhebber en bezat een eigen stoeterij. Op de prestigieuze jaarlijkse paardenwedrennen Waregem Koerse organiseerde hij sinds het begin van de 21ste eeuw een "Willy Naessens Hat Trophy", een hoedenparade en -wedstrijd, gebaseerd op die van het Engelse Ascot.
Naessens werd vooral bekend door het tv-programma The Sky is the Limit op VIER waaraan hij vanaf 2014 gedurende drie seizoenen meedeed.

## Biografie
Willy Naessens stopte op 14-jarige leeftijd met school en startte als hulp bij zijn vader, die molenaar was in Elsegem, een deelgemeente van Wortegem-Petegem. In 1964 opent hij een kippenkwekerij, die in 1972 te maken kreeg met kippenpest. Vanaf toen begon Naessens met veevoer. Twee jaar later startte hij een nieuw bedrijf, genaamd ‘Willy Naessens Hokkenbouw’.
Enkele jaren later stapte hij in de bouw van privézwembaden, kleine landbouwloodsen en stallen. De bouwactiviteiten werden uitgebreid tot grotere gebouwen met metaalstructuur, gevolgd door investeringen in de prefab betonbouw. De volgende jaren bouwde hij de onderneming, onder andere door overnames, verder uit tot een groep met meer dan 800 werknemers. In de jaren 80 overleefde Naessens een faillissement na een onsuccesvolle overname. 
Naessens werd vanaf 2014 beroemd in Vlaanderen door zijn deelname aan het televisieprogramma The Sky is the Limit, dat een inkijk gaf in het society-leven van verscheidene rijke, flamboyante Belgen. Frappant was zijn luidkeels geroep "MARIE-JEANNE!" wanneer hij de aandacht van zijn vriendin zocht. Marie-Jeanne was ook gedurende tientallen jaren zijn vaste secretaresse. Naessens prees constant haar belang in het succes van zijn bedrijf. In juli 2018 trouwden ze.
In 2022 publiceerde Naessens het boek De 10 geboden waarin hij zijn levensfilosofie en ondernemersprincipes uiteenzette. Het boek bevatte tien persoonlijke richtlijnen die hij doorheen zijn carrière had ontwikkeld, gaande van doorzettingsvermogen en loyaliteit tot eenvoud en respect. Met dit werk wilde hij jonge ondernemers inspireren en zijn visie op succes delen, gebaseerd op zijn eigen ervaringen als selfmade zakenman.
In de jaren 90 werd Naessens getroffen door keelkanker en enkele keren lymfeklierkanker, waarvan hij telkens herstelde. Op 21 maart 2025 werd bekend dat hij in het ziekenhuis was opgenomen voor complicaties van een heupbreuk, die hij eerder in januari had opgelopen. Ernstig verzwakt overleed hij negen dagen later, op 31 maart 2025. Naessens was 86 jaar.
Willy Naessens was tweemaal getrouwd en had uit zijn eerste huwelijk twee kinderen, een dochter en zoon. Hij was commandeur in de Leopoldsorde, Commandeur in de Kroonorde en ereburger van Wortegem-Petegem.

### Willy Naessens group
In 2023 werd de Willy Naessens Group verkozen tot Onderneming van het Jaar. Anno 2024 was de bedrijfsgroep actief in zes Europese landen en telde ongeveer 2.500 werknemers, verdeeld over vijf takken: industriebouw, betonfabrieken, aanleg van zwembaden, voedingssector en een financieringsvehikel. De groep van meer dan 50 bedrijven maakte dat jaar een omzet van 1,2 miljard euro.
Willy Naessens Group sponsorde voetbalclub KSV Oudenaarde en was shirtsponsor van de eersteklassers Waasland-Beveren, SV Zulte Waregem en het Nederlandse RKC Waalwijk. Ook sponsorde de groep een geruime tijd een wielerploeg.

### Trivia
Willy Naessens had een naamgenoot uit het nabijgelegen Zulte. Die was eveneens ondernemer in de bouwsector - Dakwerken Naessens - en eveneens actief in het eersteklassevoetbal, als ere-voorzitter van voetbalclub SV Zulte Waregem.